# 豊岡益人
豊岡 益人（とよおか ますと、1909年〈明治42年〉10月27日 - 1988年〈昭和63年〉10月29日）は、昭和時代の政治家。三重県上野市長。

## 経歴
三重県出身。市田真道の三男として生まれ、豊岡博道の養子となる。1934年（昭和9年）東京帝国大学文学部を卒業し、帝国美術院付属美術研究所嘱託となり、翌年念佛寺住職に就任。三重県国宝重要美術調査員、上野市公安委員を経て、1950年（昭和25年）三重大学講師を経て、1953年（昭和28年）5月、上野市長に就任した。
市長就任後間もなく東近畿大水害に見舞われ災害復旧に奔走。また、周辺村との合併問題をまとめた上野基本調査は統計界の大賞である大内賞を受賞した。そのほか、上野市民病院の建設、名阪国道の亀山-天理間の無料化、市立西小学校新校舎、崇広中学校校舎、桃青中学校屋内運動場の完成、県立上野商業高等学校の開校などに尽力した。
1988年（昭和63年）10月29日、上野市桑町の岡波総合病院で、心不全により満79歳で死去した。